# Route 352 (Québec)
Pour les articles homonymes, voir R352 et Route 352.
La route 352 (R-352) est une route régionale québécoise d'orientation est / ouest située sur la rive nord du fleuve Saint-Laurent. Elle dessert la région administrative de la Mauricie.

## Tracé
La route 352 débute à la hauteur de la sortie 210 de l'A-40 à Trois-Rivières et se termine à Sainte-Thècle à une intersection avec la route 153. Elle suit sur la majorité de son trajet la rive ouest de la rivière Batiscan.

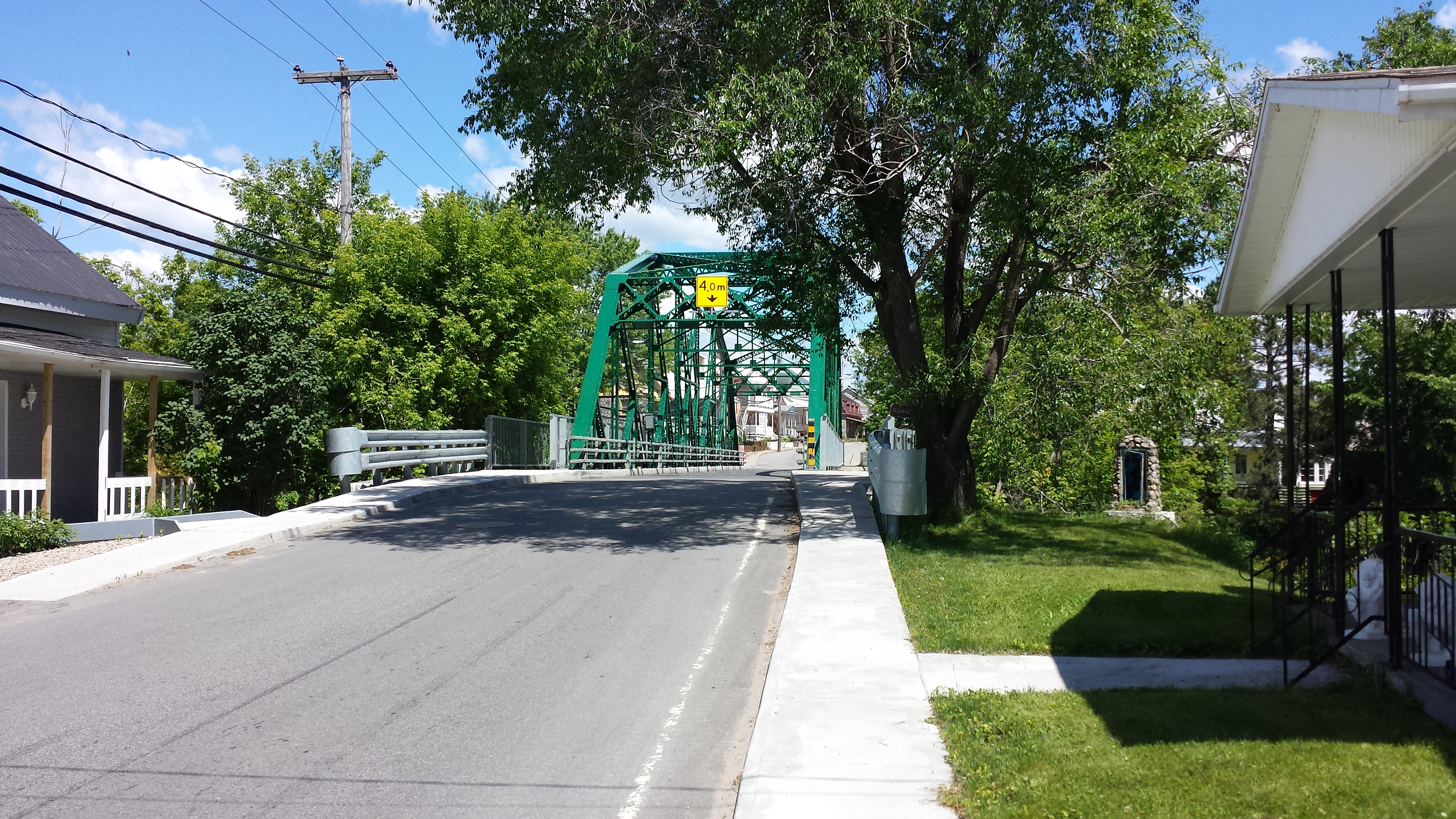
Pont sur la rivière des Envies, rue Principale (route 352) à Saint-Stanislas.
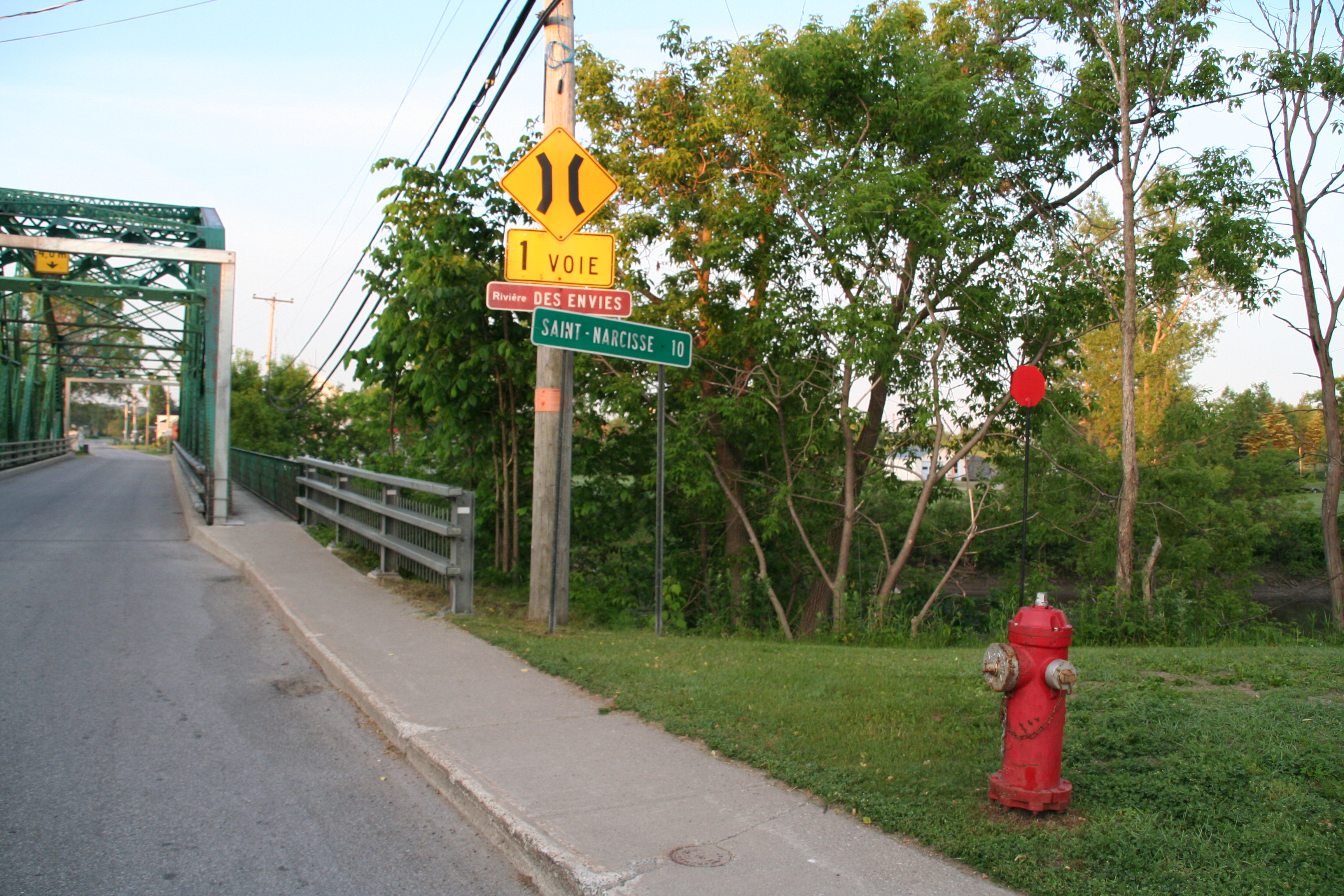
Pont sur la rivière des Envies, rue Principale (route 352), Saint-Stanislas

## Localités traversées (d'ouest en est)
Liste des municipalités dont le territoire est traversé par la route 352, regroupées par municipalité régionale de comté.

### Mauricie
Hors MRC
- Trois-Rivières

Les Chenaux
- Saint-Maurice
- Saint-Luc-de-Vincennes
- Saint-Narcisse
- Saint-Stanislas

Mékinac
- Saint-Adelphe
- Sainte-Thècle

## Intersections majeures
| MRC                     | Municipalité           | km    | Destinations                                                       | Notes |
| ----------------------- | ---------------------- | ----- | ------------------------------------------------------------------ | --- |
| Trois-Rivières          | Trois-Rivières         | 0,00  | A-40 – Montréal, Québec                                            | Sortie 210 de l'A-40                                                                                       |
| Les Chenaux             | Saint-Luc-de-Vincennes | 13,30 | R-359 sud – Champlain, Saint-Luc-de-Vincennes                      | Terminus ouest du multiplex avec la R-359; Saint-Luc-de-Vincennes indiqué en direction sud seulement       |
| Les Chenaux             | Saint-Narcisse         | 17,40 | R-359 nord – Shawinigan                                            | Terminus est du multiplex avec la R-359                                                                    |
| Les Chenaux             | Saint-Narcisse         | 20,40 | R-361 sud – Sainte-Geneviève-de-Batiscan                           | Terminus nord de la R-361                                                                                  |
| Les Chenaux             | Saint-Stanislas        | 29,80 | R-159 sud – Sainte-Anne-de-la-Pérade, Sainte-Geneviève-de-Batiscan | Terminus ouest du multiplex avec la R-159; Sainte-Geneviève-de-Batiscan indiqué en direction sur seulement |
| Les Chenaux             | Saint-Stanislas        | 30,40 | R-159 nord – Saint-Séverin, Saint-Tite                             | Terminus est du multiplex avec la R-159                                                                    |
| Mékinac                 | Sainte-Thècle          | 55,50 | R-153 – Saint-Tite, Lac-aux-Sables                                 | |
| - Terminus de multiplex |                        |       |                                                                    | |